# Gongqiao, Sichuan
Gongqiao (kinesiska: 拱桥乡, 拱桥) är en socken i Kina. Den ligger i provinsen Sichuan, i den sydvästra delen av landet, omkring 130 kilometer sydost om provinshuvudstaden Chengdu. Antalet invånare är 11 771. Befolkningen består av 5 609 kvinnor och 6 162 män. Barn under 15 år utgör 19,0 %, vuxna 15-64 år 68 %, och äldre över 65 år 11,0 %.
Genomsnittlig årsnederbörd är 1 420 millimeter. Den regnigaste månaden är september, med i genomsnitt 265 mm nederbörd, och den torraste är december, med 14 mm nederbörd.